# Ivan Rebroff

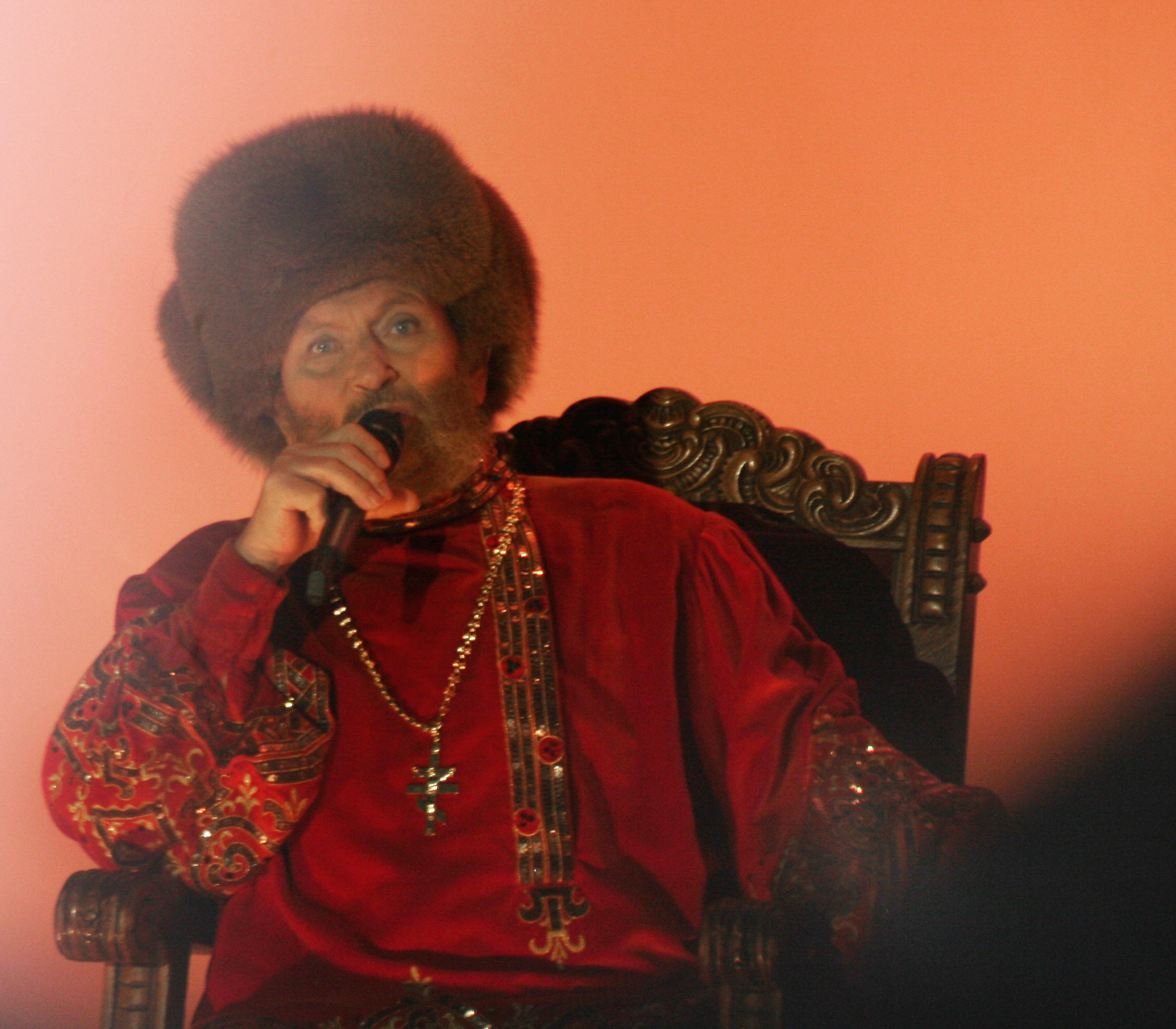
Ivan Rebroff (2006)

Ivan Rebroff (* 31. Juli 1931 in Berlin-Spandau als Hans Rolf Rippert; † 27. Februar 2008 in Frankfurt am Main) war ein deutscher Sänger der Stimmlage Bass, der sich in seinem Repertoire auf osteuropäisches Liedgut (besonders russische Folklore) spezialisierte. Durch Einsatz seiner Falsettstimme hatte er einen Stimmumfang von mehr als vier Oktaven.

## Leben
Rebroff wurde 1931 als Hans Rolf Rippert als Sohn des Ingenieurs Paul Rippert (* 1897 in Bad Liebenwerda) und dessen Ehefrau Luise, geb. Fenske (* 1896 in Bromberg), im Berliner Bezirk Spandau geboren. Er war der jüngere Bruder des späteren ZDF-Sportreporters Horst Rippert. Zu seinen Vorfahren gibt es verschiedene nicht bestätigte Legenden, wonach die Mutter russischer und der Vater jüdisch-russischer Abstammung war.
Rebroff wuchs in Belzig und in Halle (Saale) auf, wo er Mitglied im Stadtsingechor war. Später lebte er abwechselnd in Zell-Weierbach, in einem kleinen Jagdschloss in der Nähe von Hunoldstal und auf der griechischen Insel Skopelos.
Rebroff studierte von 1951 bis 1959 als Fulbright-Stipendiat Gesang an der Staatlichen Hochschule für Musik Hamburg. Sein Gesangslehrer Adolf Detel formte ihn zu einem Interpreten osteuropäischen Liedguts. 1958 siegte Rebroff beim Deutschen Hochschulwettbewerb. Danach war er Sänger beim Schwarzmeer Kosaken-Chor und im Ural Kosaken Chor. Eine Mitgliedschaft beim Don Kosaken Chor Serge Jaroff ist trotz vielfacher dahingehender Angaben zumindest zweifelhaft. 1960 gewann er beim 9. Internationalen Musikwettbewerb der ARD in München den 1. Preis.  1969 hatte er mit der Single Le temps des fleurs in Frankreich einen Nummer-eins-Hit. In den 1970er Jahren unterstützte er Hans Matthöfer im Wahlkampf in Frankfurt, weil er mit der SPD sympathisierte.
Bekannt wurde Rebroff durch die Rolle des Milchmanns Tevje im Musical Anatevka im Théâtre Marigny auf den Pariser Champs-Élysées, wo er über 1400 Vorstellungen gab. Anschließend wirkte er in verschiedenen Tourneeproduktionen und Spielfilmen mit, unter anderem in Der Barbier von Sevilla, Boris Godunow, Der Zigeunerbaron, Wiener Blut und Der Rosenkavalier. Dazu kamen Auftritte in zahlreichen Fernsehsendungen. Er gab Konzerte in Konzertsälen, Kirchen und bei Gala-Veranstaltungen, zuletzt im Dezember 2007 in der Wiener Votivkirche. In Anlehnung an Die drei Tenöre trat Rebroff bisweilen mit Gunther Emmerlich und Günter Wewel als Die drei Bässe auf.
Bei Konzerten, Gala-Veranstaltungen, Tourneen und gelegentlichen Fernsehauftritten in Deutschland, Österreich, der Schweiz und Skandinavien wurde Rebroff in den Achtzigerjahren vom österreichischen Konzertpianisten Franz Friedl sowie vom in Remscheid ansässigen und von Johannes Schmidt gegründeten Balalaika Ensemble Druschba begleitet.
1985 wurde Rebroff in Anerkennung seiner Leistungen für die Völkerverständigung zwischen Ost und West das Bundesverdienstkreuz verliehen. Er war seit seinem 60. Lebensjahr außerdem Ehrenbürger der griechischen Insel Skopelos.
Rebroff erhielt weltweit 49 Goldene Schallplatten und eine Platin-Schallplatte für zehn Millionen verkaufter Langspielplatten seit 1975. Er starb im Alter von 76 Jahren in Frankfurt am Main an Organversagen und Herzstillstand.

## Pseudonym
Das Pseudonym Rebroff leitet sich von der russischen Übersetzung ребро (rebro) des deutschen Wortes Rippe ab. Ivan ist die russische Form von Johannes oder auch Hans. Passend zu diesem Pseudonym trug Rebroff einen mächtigen Vollbart und bei Veranstaltungen und auf offiziellen Fotos immer eine traditionelle russische Fellmütze und dazu passende Folklorekleidung.

## Rechtsstreit gegen die Molkerei Alois Müller
Rebroff klagte 1994 erfolgreich gegen die Molkerei Müller wegen der Verletzung seiner Persönlichkeitsrechte. Die Molkerei hatte in einem Werbespot ein Double eingesetzt, da man Rebroff die verlangte Gage nicht zahlen wollte. Das Oberlandesgericht Karlsruhe gab Rebroff Recht und verurteilte Müller zur nachträglichen Zahlung von Lizenzgebühren in Höhe von 155.000 D-Mark.

## Diskografie

### Studioalben
| Jahr | Titel                                       | Höchstplatzierung, Gesamtwochen, AuszeichnungChartsChartplatzierungen (Jahr, Titel, Platzierungen, Wochen, Auszeichnungen, Anmerkungen) | Anmerkungen                                                   |
| Jahr | Titel                                       | DE | Anmerkungen                                                   |
| ---- | ------------------------------------------- | --- | ------------------------------------------------------------- |
| 1967 | Volksweisen aus dem alten Russland          | DE14 Gold · (28 Wo.)DE | Verkäufe: + 250.000                                           |
| 1968 | Slawische Seele                             | DE11 (10 Wo.)DE | mit Tatjana Iwanow, Dunja Rajter, & Balalaika-Ensemble Troika |
| 1968 | Volksweisen aus dem alten Russland 2. Folge | DE17 (12 Wo.)DE |                                                               |
| 1968 | Na Sdarowje                                 | DE17 (10 Wo.)DE |                                                               |
| 1969 | Beim Klang der Balalaika                    | DE20 (12 Wo.)DE |                                                               |
| 1970 | Russische Party                             | DE30 (2 Wo.)DE |                                                               |
| 1970 | Kosaken müssen reiten                       | DE4 Gold · (17 Wo.)DE | Verkäufe: + 250.000                                           |
| 1971 | Mein Russland, du bist schön                | DE16 Gold · (11 Wo.)DE | Verkäufe: + 250.000                                           |
| 1972 | Starportrait                                | DE20 (8 Wo.)DE |                                                               |
| 1980 | Zauber einer großen Stimme                  | DE20 (6 Wo.)DE |                                                               |

Weitere Studioalben
- 1986: … und Friede auf Erden[19]
- 1986: Ich bete an die Macht der Liebe
- 1986: My Russian Homeland
- 1988: Zauber einer großen Stimme
- 1988: Ivan Rebroff: Seine größten Opernerfolge
- 1988: In Concert
- 1989: Perestroika
- 1989: Ave Maria: Festliche Abendmusik mit Ivan Rebroff
- 1991: Komm mit nach Hellas
- 1997: Weihnacht mit Ivan Rebroff
- 1997: Krönung einer großen Karriere
- 1998: Musikalische Edelsteine aus dem Land der leichten Muse
- 1998: Frühling in der Taiga
- 1999: Die schönste Stimme Russlands
- 1999: Und Friede auf Erden (And Peace on Earth)
- 1999: Kalinka
- 1999: From the World
- 2002: Meine Reise um die Welt
- 2004: Wenn ich einmal reich wär’
- 2005: Russische Weihnacht
- 2005: Golden Star
- 2005: Stimme Aus Gold
- 2005: Plaisir d’Amour
- 2008: Unvergänglich
- Wunschkonzert
- Meine russische Seele
- A Moscou
- Taiga Träume
- Erinnerungen an Russland
- Boris Godounov
- Johann Strauss, Die Fledermaus: Prinz Orlofsky, Leitung Carlos Kleiber, Deutsche Grammophon 1975

### Livealben
- 1968: Live in Concert, Recitals 1968

### Kompilationen
- 1994: Kalinka Malinka: Greatest Hits
- 1995: The Very Best of Ivan Rebroff, Vol.1
- 2001: Ivan Rebroff: Seine größten Erfolge
- 2006: 75 Jahre
- 2008: Große Erfolge

### Singles
| Jahr | Titel Album                      | Höchstplatzierung, Gesamtwochen, AuszeichnungChartsChartplatzierungen (Jahr, Titel, Album, Platzierungen, Wochen, Auszeichnungen, Anmerkungen) | Anmerkungen                 |
| Jahr | Titel Album                      | DE | Anmerkungen                 |
| ---- | -------------------------------- | --- | --------------------------- |
| 1967 | Die Legende von den 12 Räubern – | DE28 (8 Wo.)DE | Жили двенадцать разбойников |

Weitere Singles
- Abendglocken (Вечерний звон)
- Dank sei Dir, Herr
- Das einsame Glöckchen (Однозвучно гремит колокольчик)
- The Legend of the Twelve Robbers (Жили двенадцать разбойников)
- Eine weiße Birke
- Havah Nagila
- Ich bete an die Macht der Liebe (Коль славен)
- Im tiefen Keller
- Kalinka
- Katjuscha
- Kosaken müssen reiten
- Mit der Troika in die große Stadt
- Moskauer Nächte (Подмосковные вечера)
- O Isis und Osiris
- Schwarze Augen (Очи черные)
- Stenka Rasin (Стенька Разин)
- Wenn ich einmal reich wär (aus dem Musical Anatevka)
- Wolgalied (aus der Operette Der Zarewitsch)
- Wolgaschlepper

## Videoalben
- 1968: Live in Concert (DVD)

## Hörspiele
- 1973: Elmar Podlech: Sechs Kapitel aus dem revolutionären Leben des Richard Wagner (als Tischutschak) – Regie: Jörg Franz (HR)